# Ladegleis

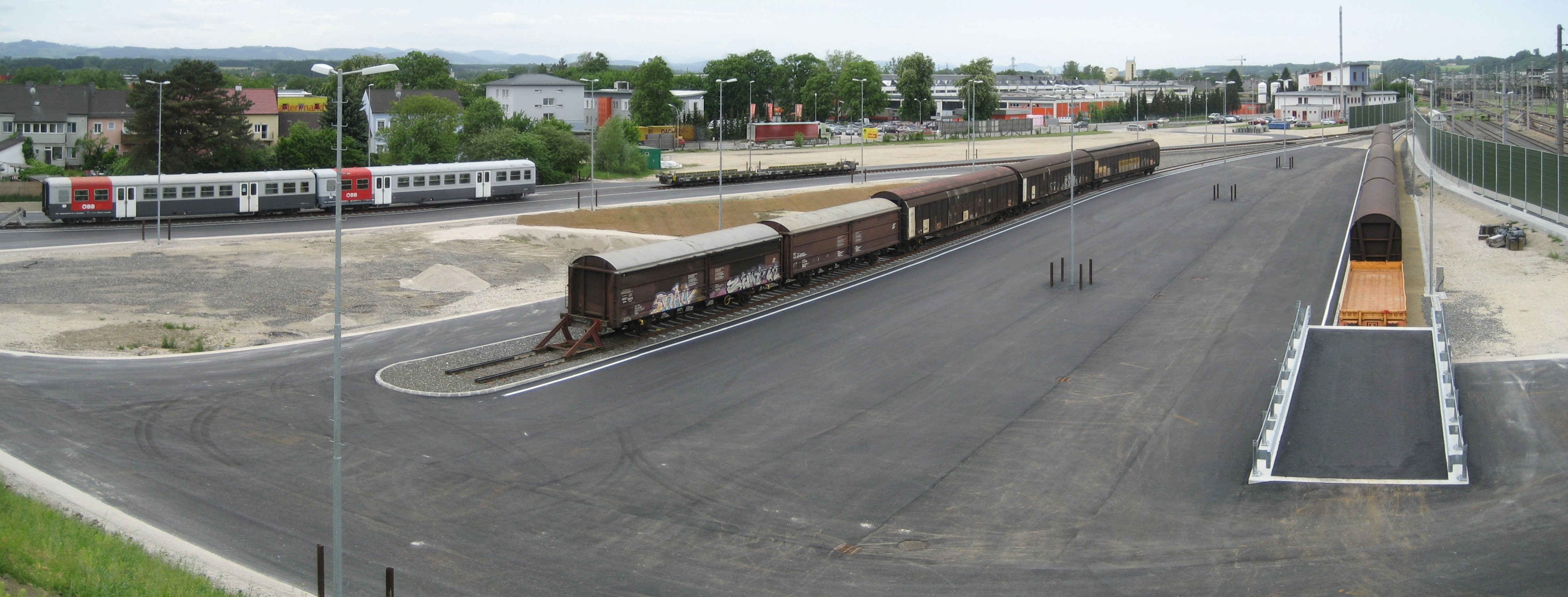
Ladegleise und Ladestraße im Bahnhof Amstetten

Ein Ladegleis oder Verladegleis ist ein Gleis, auf das Güterwagen gestellt werden, um be- und entladen werden zu können. Das Gleis kann sich sowohl an einer Ladestraße befinden und wird dann auch als Freiladegleis bezeichnet, als auch an einer Laderampe, wo es auch Rampengleis genannt wird. Ladegleise können unter freien Himmel sein, aber auch überdacht in Lagerhallen liegen.

Der Begriff Freiladebahnhof bezeichnet einen Güterbahnhof mit mehreren Ladegleisen, zwischen denen Fahrstraßen angelegt sind.
In den Gleisen können zusätzliche Einrichtungen, wie Gleiswaagen oder Einrichtungen zur Überprüfung des Lademaßes an offenen Güterwagen, installiert sein.
Gelegentlich werden auch Abstellgleise mit einer Ladestation für Akkumulatortriebwagen als Ladegleis bezeichnet.

Verschiedene Anordnungen von Freiladegleisen
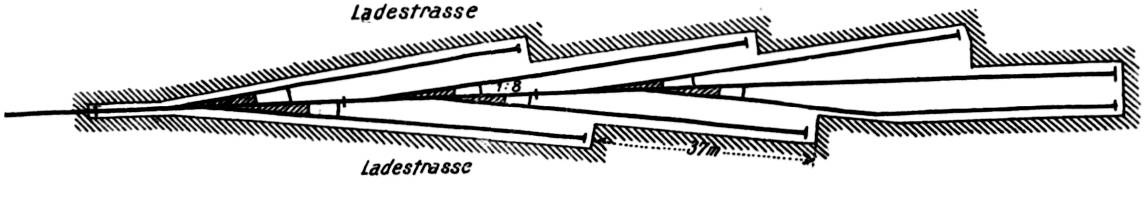
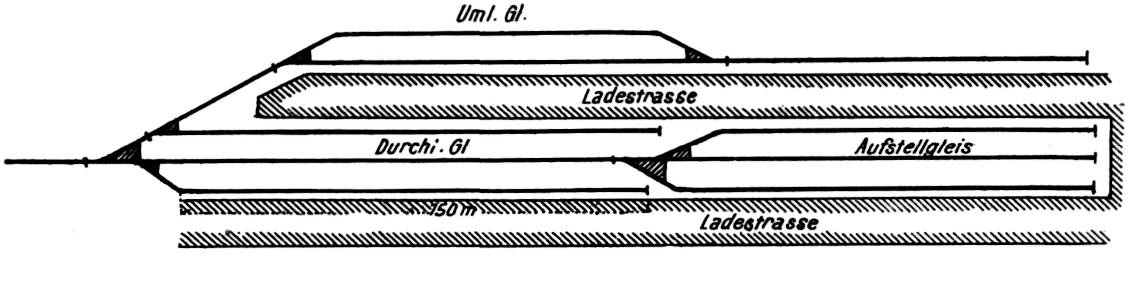
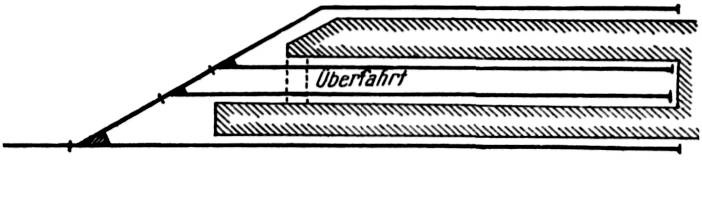